# Время покажет
«Вре́мя пока́жет» — общественно-политическое пропагандистское ток-шоу на «Первом канале».
Ведущие общественно-политического ток-шоу — Екатерина Стриженова (с 15 сентября 2014 года, с перерывом с 24 февраля по 4 октября 2022 года), Артём Шейнин (с 22 августа 2016 года, с перерывом с 12 января по 3 апреля 2017 года), Анатолий Кузичев (с 12 января 2017 года), Олеся Лосева, Руслан Осташко (оба — с 11 января 2021 года), Екатерина Шугаева (с 22 мая 2023 года).
Ранее ведущими были Пётр Толстой (с 15 сентября 2014 по 7 июля 2016 года), Тимур Сиразиев (с 8 июля по 30 августа 2019 года), Михаил Старшинов (со 2 по 6 ноября 2020 года) и Александр Гордон (с 17 мая по 23 ноября 2022 года).

## О программе
Передача была создана на фоне аннексии Крыма и войны в Донбассе. Рейтинги политических передач вроде ток-шоу «Поединок» на телеканале «Россия-1» и «Новых русских сенсаций» на НТВ стали резко возрастать ближе к окончанию телесезона 2013/2014, поэтому директор Дирекции социальных и публицистических программ Андрей Писарев принял решение делать ток-шоу на политические и социальные темы, опираясь на условную концепцию программы «Окна» (шедшей в 2002—2005 годах) — «о серьёзных ситуациях на уличном языке». Существует также версия, что на появление передачи также повлияло недовольство Кремля отсутствием на «Первом канале» околополитических проектов.
В дискуссии, проходящей в студии программы, принимают участие эксперты, политики, политологи, журналисты и предприниматели. Темой первого выпуска были санкции в отношении России и ответные меры, принятые руководством страны. Среди участников дискуссии были: инструктор физкультуры Владимир Сухарев, журналист Сергей Доренко, предприниматель Вадим Дымов, фермеры Александр Чернов и Павел Наумов, депутат Государственной думы Леонид Калашников, заместитель главного редактора журнала «За рулём» Игорь Моржаретто, финансовый омбудсмен Павел Медведев, член Совет по развитию гражданского общества и правам человека при Президенте России Кирилл Кабанов и кинодраматург Аркадий Инин.
Среди тем, которые обсуждались в последующих выпусках, — ситуация на Украине, проблема домашнего насилия в России, потребительские кредиты, цены на лекарства, расследование авиакатастрофы во Внукове и многие другие.
В качестве экспертов в студию программы неоднократно приходили политики Владимир Жириновский, Владимир Рыжков, Борис Надеждин, Игорь Драндин, военный эксперт Игорь Коротченко, член Совета Федерации Валентина Петренко, американские журналисты Майкл Бом и Майкл Васюра, актёры Александр Морозов и Светлана Светличная, кинорежиссёр Сергей Гинзбург и другие.
Изначально в первой части до выпуска «Новостей» обсуждались внутрироссийские проблемы (от ЖКХ до здравоохранения), во второй части — внешнеполитические проблемы.
С 20 июня 2017 по 29 декабря 2020 года в эфире раз в несколько минут транслировались сообщения пользователей социальной сети «Твиттер», отправленные к аккаунту программы. В то же время на экране во время передачи стало транслироваться название темы, о которой в данное время идёт разговор (это продолжалось до начала 2018 года).
С 28 августа 2017 по 13 марта 2020 года программа принимала звонки по телефону и Skype, о чём свидетельствовал появившийся в студийном пространстве колл-центр.
В конце ноября — начале декабря 2017 года прошёл ряд выпусков в формате интервью претендентов на участие в президентских выборах (наиболее обсуждаемым стал выпуск с участием Ксении Собчак).
Позднее, с 18 марта по 17 октября 2019 года часть программы (с 14:00 до 15:00) выходила в формате интервью Артёма Шейнина с различными политологами и экспертами.
С 16 марта 2020 года, в связи с решением руководства «Первого канала», вызванным пандемией коронавируса, программа выходит в эфир без участия зрителей в студии. Впоследствии (с 25 марта 2020 года) меры были ужесточены: в студии стали присутствовать один или двое из ведущих передачи и её гости и эксперты.
С 11 января 2021 года программа выходит в эфир из новой студии: по площади она меньше предыдущей, в ней отсутствует зрительный зал, поэтому эксперты передачи теперь не сидят, а стоят за двумя стойками, установленными друг напротив друга (по аналогии с другой программой Первого канала «Первая студия», выходившей в 2017 году и программой «60 минут» на телеканале «Россия-1»).
С 28 марта 2022 года вместо двух больших стоек в студии появились 4-6 маленьких, за которыми стоят по одному человеку.
К 2022 году среди участников программы перестали появляться гости, оппонирующие официальной позиции России.
В программе имеются рубрики:
- «Самое время» с Екатериной Стриженовой[25][26],
- «Классика и мы» (позже — «Слово классика», выходила до 23 июня 2023 года),
- «Время вспомнить»,
- «Мы живы»,
- «Народный фронт» с Анатолием Кузичевым и Екатериной Шугаевой (на данный момент не выходит),
- «Шаг к мечте»,
- «Окопная правда»,
- «Люди Донбасса» (на данный момент не выходит),
- «Время своих».

## Ведущие
Изначально вести программу предлагали Кириллу Набутову, но он отказался, понимая, что «…сохранить себя там будет невозможно», и в итоге ведущими стали Пётр Толстой и Екатерина Стриженова.
С 22 августа по 29 декабря 2016 года вместо Петра Толстого, который участвовал в выборах в Государственную Думу и стал депутатом, передачу вёл журналист Артём Шейнин (ранее — шеф-редактор и руководитель программ Владимира Познера), несколько раз появлявшийся в ней в качестве гостя.
С 12 января 2017 года вместо Артёма Шейнина, который стал вести передачу «Первая студия», основным ведущим ток-шоу стал журналист Анатолий Кузичев (в разное время работал на радиостанциях, ВГТРК, на телеканале «Царьград ТВ» и появлялся в эфире «Время покажет» как эксперт).
С 3 апреля 2017 года после выпуска «Новостей» в 15:00 (иногда — с начала программы) в программе в качестве соведущего снова участвует Артём Шейнин.
С 8 июля по 30 августа 2019 года во время летних отпусков у ведущих программу периодически вёл лондонский корреспондент «Первого канала» Тимур Сиразиев.
Со 2 по 6 ноября 2020 года программу временно вёл Михаил Старшинов.
С 11 января 2021 года у программы появилось ещё двое новых ведущих: Олеся Лосева и Руслан Осташко. При этом, Лосева снова ведёт в паре с Кузичевым, как это было в утренней программе «День за днём», выходившей на ТВ-6, Осташко ведёт в паре с Екатериной Стриженовой, а Шейнин ведёт программу один.
С 24 февраля 2022 года Екатерина Стриженова перестала вести программу, о чём свидетельствует её отсутствие среди ведущих программы в обновлённой обложке программы на сайте канала с апреля того же года.
С 17 мая по 23 ноября 2022 года часть программы под названием «Время вспомнить» вёл Александр Гордон.
С 4 октября 2022 года часть программы под названием «Самое время» в формате интервью ведёт Екатерина Стриженова, до 22 февраля 2022 года работавшая основной ведущей. Тогда же Руслан Осташко стал вести программу в паре с Олесей Лосевой, а Анатолий Кузичев стал работать в кадре один.
С 22 мая 2023 года Анатолий Кузичев стал ведущим совместной с Общероссийским народным фронтом одноимённой рубрики в паре с Екатериной Шугаевой, которая ранее периодически уже появлялась в программе в рамках «стримов ОНФ», а с этого момента стала её постоянной ведущей.

## Время выхода в эфир
Программа «Время покажет» выходит на «Первом канале» по будням. В 2014—2016 годах программа выходила с конца августа по начало июля с перерывом на новогодние (в 2014—2021 за 1-2 дня до начала каникул, а в 2015—2017 и 2019—2020 ещё несколько дней после них) и иногда майские праздники (рабочие дни между 1 и 9 мая). В 2015—2016 годах программа уходила в летний отпуск с начала июля до конца августа (с 2017 года в отпуск уходит лишь часть ведущих программы, могут появиться заменители основных).
Программа выходит в прямом эфире на европейскую часть России, о чём свидетельствует соответствующая пометка в левом верхнем углу телеэкрана. Во время выхода программы на «Орбиты» в начале программы и после рекламной паузы на несколько секунд появляется пометка с датой прямого эфира (например, «Съёмка 25 декабря»). Повторы выпусков программы присутствуют в ночной будничной сетке вещания «Первого канала» (с 1 июля 2019 по 29 декабря 2022 года — на постоянной основе). Не в прямом эфире программа может выйти несколько раз, в очень редких исключениях.
В первую неделю выхода в эфир, с 15 по 19 сентября 2014 года хронометраж программы составлял всего 45 минут — она выходила одним выпуском с 15:15 до 16:00, заменив в сетке вещания одну из двух серий дневного сериала (с 29 сентября вторая серия была заменена передачей «Мужское/Женское»).
С 22 сентября 2014 года, в связи с закрытием программы «Добрый день», передача заняла её таймслот и стала выходить ещё и до выпуска «Новостей» в 15:00 — с 14:25 до 15:00.
С 13 сентября по 8 ноября 2015 года по воскресеньям (кроме 27 сентября и 1 ноября) выходил обзорный выпуск программы под названием «Время покажет: темы недели», в котором показывалась нарезка наиболее важных и интересных моментов из дискуссий, показанных в телеэфире с понедельника по пятницу на уходящей неделе. До 11 октября этот выпуск выходил с 17:05—17:20 до 18:45—19:00, а с 18 октября с 16:05—16:20 до 17:50—17:55
С 18 января (после выхода программы из новогоднего отпуска) по 29 февраля 2016 года, в связи с выходом программы «Таблетка» передача вновь стала выходить одним выпуском с 15:15 до 16:00.
С 10 марта 2016 года после отмены повтора вечерних сериалов (со вторника по пятницу) и программы «Сегодня вечером» (по понедельникам) в дневное время (выходивших с июня 2014 года вместо программ «Дело ваше», «Истина где-то рядом» «Другие новости» и «Понять. Простить»), заменённых на повторы лучших программ «Пусть говорят» и переноса программы «Таблетка» на час раньше, часть выпуска перед «Новостями» в 15:00 вернулась в эфир и стала выходить с 13:55 до 15:00.
С 29 августа 2016 года в связи с закрытием программы «Таблетка» первая часть передачи стала выходить с 13:20. С этого же времени и до 22 февраля, а также 3, 6, 7 и 10 марта 2017 года программа стала разделяться на 3 части в связи с появлением ещё одного выпуска «Новостей» в 14:00.
С 27 февраля по 2 марта 2017 года программа выходила одним выпуском с 13:20 до 15:00, выпуска «Новостей» в 14:00 и части передачи после выпуска «Новостей» в 15:00 не было.
С 13 марта 2017 года выпуск «Новостей» в 14:00 отменен, первая и вторая части передачи объединились.
С 24 июля 2017 года, вследствие ухода в отпуск, а затем и закрытия ток-шоу «Первая студия», с понедельника по пятницу (кроме 1, 8 и 15 сентября 2017 года, когда вышли последние 3 выпуска программы «Жди меня» перед её переходом на НТВ) в эфир стал выходить дополнительный выпуск с 17:00 до 18:00. Это позволило увеличить количество обсуждаемых тем — их количество могло доходить до пяти за день.
С 30 августа по 1 сентября 2017 года из-за закрытия программы «Наедине со всеми» первая часть программы начиналась на час раньше — в 12:15. С 4 сентября 2017 года это место заняла программа «Давай поженимся!».
С 11 сентября 2017 года первая часть выпуска и передача «Давай поженимся!» поменялись местами: в результате первая часть программы стала выходить с 12:15 до 13:55. Тем самым, все 3 части стали разделены между собой другими передачами. Основным ведущим вновь становится Артём Шейнин, который ведёт первую и третью части программы, Анатолий Кузичев появляется только во второй части.
С 25 сентября 2017 года вторая часть программы с 15:15 до 16:00 и передача «Давай поженимся!» снова поменялись местами: в результате первая и вторая части объединились и стали выходить с 12:15 до 15:00 (весь промежуток времени между двумя дневными выпусками «Новостей»). Первую часть в паре с Екатериной Стриженовой ведёт Артём Шейнин, вторую (с 17:00 до 18:00) — Анатолий Кузичев.
С 27 ноября по 5 декабря 2017 года, в связи с выходом программы «Бабий бунт», программа начиналась с 12:50.
С 30 января 2018 года, из-за сокращения хронометража «Вечерних новостей», передача вновь делится на 3 части: первая с 12:15 до 15:00, вторая с 17:00 до 18:00, а третья с 18:20—18:25 до 18:40—18:50. Вторую и третью части Шейнин и Кузичев ведут в паре.
С 12 по 22 февраля 2018 года программа периодически прерывалась на прямые трансляции с зимней Олимпиады в Пхёнчхане, кроме того время от времени происходили прямые включения одного из ведущих программы — Анатолия Кузичева с Олимпийских арен. Также с 13 по 22 февраля программа могла начинаться в 10:55 и идти до 12:00 (временно заменила в сетке программу «Модный приговор»).
С 26 по 28 июня и 6 июля 2018 года из-за Чемпионата мира по футболу программа выходила в эфир с 12:15 до 15:00 и с 15:20 до 15:50, вечерних выпусков не было.
С 17 июля по 31 августа 2018 года, в связи с выходом программы «Видели видео?», вечерний выпуск продолжался только до «Вечерних новостей» (с 17:00 до 18:00).
С 5 февраля по 15 марта 2019 года, в связи с выходом программы «Наши люди», дневной выпуск программы был сокращён на час (с 12:15 до 13:55).
С 9 сентября 2019 по 24 января 2020 года вторая часть вечернего выпуска с 18:25 до 18:50 отменена. Освободившееся эфирное время стало использоваться за счёт увеличения хронометража «Вечерних новостей» и передач «На самом деле» и «Пусть говорят».
В 2019 году и до 24 января 2020 года первую часть дневного выпуска программы вели в паре Екатерина Стриженова (которую летом 2019 года иногда заменял Тимур Сиразиев) и Анатолий Кузичев, вторую часть дневного выпуска (до 17 октября) и вечерний выпуск Артём Шейнин вёл один (с 18 октября вторую часть дневного выпуска он вёл вместе со Стриженовой).
С 27 января 2020 года вечерний выпуск (с 17:00 до 18:00) отменён. Вместо него стал выходить второй выпуск программы «Мужское / Женское» Изменилась и структура ведения программы: Артём Шейнин теперь ведёт всю программу целиком, её первую часть с ним ведёт Екатерина Стриженова (до 13:55), а вторую — Анатолий Кузичев. Части разделяются рекламным блоком.
С 23 по 30 марта 2020 года, в связи с выходом программы «Проверено на себе», дневной выпуск программы был сокращён на полчаса (с 12:15 до 14:30). Вновь изменилась структура ведения программы: Артём Шейнин, Екатерина Стриженова и Анатолий Кузичев ведут программу вместе и полностью.
С 31 марта по 30 апреля 2020 года вечерний выпуск с 16:55 до 18:00 был временно возвращён в эфир вместо второго выпуска программы «Мужское / Женское».
С 7 по 17 апреля 2020 года, в связи с выходом программы «Добрый день», дневной выпуск программы был сокращён на один час (с 12:15 до 14:00).
С 18 августа по 9 октября 2020 года вместо второго выпуска программы «Мужское / Женское» вновь выходил в эфир вечерний выпуск (с 16:55—17:00 до 18:00, с 27 августа по 11 сентября 2020 года на один час раньше — с 16:00 до 16:55—17:00).
С 12 октября по 29 декабря 2020 года, в связи с выходом программы «Гражданская оборона», дневной выпуск программы был сокращён на 50 минут (с 12:15 до 14:10), вечерний выпуск с 12 октября 2020 года отменён.
С 11 января 2021 года программа как и ранее, вновь выходит в эфир одним блоком с 12:15 до 15:00.
15 и 16 апреля 2021 года программы не было в эфире из-за прямых трансляций командного чемпионата мира по фигурному катанию. Вместо ночного повтора от 15 апреля 2021 года транслировался художественный фильм «Нет такого бизнеса, как шоу-бизнес».
Во время Летних Олимпийских игр 2020 с 26 июля по 6 августа 2021 года программа выходила с 15:45—16:50 до 18:00, либо вообще не выходила, так как в обычном дневном таймслоте программы проходили трансляции соревнований. Позднее, с 9 августа передача вернулась в свой обычный таймслот, но из-за временного ухода с эфира программы «Мужское / Женское» вечерний выпуск сохранился и стал выходить с 17:00 до 18:00. После возвращения этой программы в эфир вместо двух её выпусков вновь стал выходить только один, а вечерний выпуск «Время покажет» остался на постоянной основе. С 30 августа 2021 года этот выпуск ведёт Артём Шейнин. Также его имя и фамилия стали прописываться в телепрограммах.
В связи с вторжением России на Украину, с 24 февраля передача стала выходить ежедневно (позднее вновь только по будням) с 9:15—10:55 до 16:55—23:05 (по выходным могла начинаться позже или заканчиваться раньше), прерываясь на ежечасные выпуски новостей (позднее их количество было сокращено) и программу «Большая игра». С 26 февраля такие выпуски стали выходить под названием «Информационный канал» в телепрограммах. С 28 по 30 марта 2022 года в рамках эфирного времени после 15:30 также вышли три специальных выездных выпуска программы «Мужское / Женское», в которых Юлия Барановская брала эксклюзивные интервью с эвакуированными жителями Донбасса.
С 11 апреля 2022 года график выхода передачи стабилизировался: блоки в рамках «Информационного канала» выходят по будням с 10:45 до 12:00, с 12:15 до 12:55, с 13:10 до 13:55 и с 15:15 до 16:50. Программа «Время покажет с Артёмом Шейниным» выходит с понедельника по четверг с 18:20—18:30 до 19:50.
С 28 ноября 2022 года блок в 15:15 был сокращён до 16:00 в связи с возобновлением программы «Мужское / Женское» на постоянной основе.
C 28 августа 2023 года в связи с возобновлением программы «Давай поженимся!» в 15:15 на постоянной основе блоки в рамках «Информационного канала» выходят по будням с 10:50 до 12:00 и с 12:15 до 13:55. Программа «Время покажет с Артёмом Шейниным» выходит с понедельника по четверг с 18:30 до 20:00.

## Специальные выпуски
- На протяжении всей осени 2014 года во внешнеполитическом блоке обсуждалась только ситуация на Украине[4].
- С 2014 года выходят специальные выпуски продолжительностью два-три часа, посвящённые наиболее важным событиям с участием президента России Владимира Путина — послании Президента России Федеральному собранию, пресс-конференции Президента России и «Итоги года»[47], сразу по окончании прямой трансляции указанных событий. Кроме того, с 2016 года в 11:00 (или в 10:30) выходят выпуски, предшествующие этим же событиям.
- 12 февраля 2015 года в 22:00 вышел специальный выпуск программы, посвящённый итогам заседания «Нормандской четвёрки».
- 28 февраля 2015 года в 19:00 вышел специальный выпуск программы, посвящённый убийству российского политического и государственного деятеля Бориса Немцова[48].
- 28 сентября 2015 года с 16:40 до 18:00 и с 19:30 до 21:00 выходили специальные выпуски, посвящённые речи Владимира Путина на Генеральной Ассамблее ООН[49][50].
- 15 ноября 2015 года с 16:10 до 17:50 вышел специальный выпуск, посвящённый терактам в Париже 13 ноября.
- 18 сентября 2016 года с 21:41 был показан специальный выпуск программы, посвящённый подведению итогов выборов в Государственную думу с участием политологов и общественных деятелей. Ведущими были Артём Шейнин и Валерий Фадеев (в 0:55 его заменил Анатолий Кузичев). Программа прерывалась на выпуски «Новостей» и прямую трансляцию хоккейного матча на Кубке мира между Россией и Швецией. Эфир продлился до 2:07 ночи.
- 9 ноября 2016 года программа целиком была посвящена подведению итогов президентских выборов в США, тема была продолжена в специальных выпусках с 17:00 до 18:00 и с 18:45 до 21:00.
- 20 декабря 2016 года все выпуски программы были посвящены теме убийства в Турции российского посла Андрея Карлова.
- 3 апреля 2017 года третья часть программы с 15:20 была посвящена теракту в Петербургском метрополитене.
- 7 июля 2017 года вышел специальный выпуск, посвящённый саммиту G-20 в Гамбурге и встрече президентов России и США, включённой в его программу. Выпуск длился с 17:00 до 18:00 и с 18:30 до 19:50.
- 26 июля 2017 года в эфир вышел специальный выпуск, посвящённый новым американским санкциям[51]. Выпуск длился с 18:30 до 19:50.
- 5 декабря 2017 года в эфир вышел специальный выпуск, посвящённый решению МОК об участии россиян в Олимпийских играх под олимпийским флагом[52], который начался сразу же после речи Томаса Баха[53]. Выпуск длился с 21:55 до 23:00.
- 6 декабря 2017 года в рамках эфирного времени программы был показан фрагмент встречи Владимира Путина с рабочими Горьковского автомобильного завода в Нижнем Новгороде, на которой он объявил о выдвижении своей кандидатуры на Президентских выборах 2018 года. Изменений в хронометраже программы не было, плановый выпуск в 17:00 продлился в соответствии с сеткой вещания — до программы «Вечерние новости».
- 15 марта 2018 года в рамках эфирного времени программы была показана встреча Владимира Путина с участниками форума «Россия — страна возможностей». В результате плановый выпуск в 17:00 вышел без деления на части программой «Вечерние новости» и продлился более 1 часа — с 17:00 до 18:15.
- 18 марта 2018 года в день президентских выборов в России вышел большой специальный выпуск с 19:50 до 0:46, в котором подводились итоги выборов, под названием «Россия: выбор будущего» (ведущие — Артём Шейнин и Екатерина Стриженова, которая вела программу до 21:00). Программа прерывалась на специальные выпуски «Новостей» с Еленой Винник, а позднее с Андреем Ухаревым.
- 26 марта 2018 года, на второй день пожара в торгово-развлекательном центре «Зимняя вишня» в городе Кемерово с 15:15 до 16:00 шёл специальный выпуск, посвящённый данной теме[54]. Также данной теме были посвящены все плановые выпуски программы с 26 по 28 марта.
- 14 апреля 2018 года с 18:15 до 21:00 шёл специальный выпуск, посвящённый ракетному удару западной коалиции по Сирии.
- 7 мая 2018 года, в день инаугурации президента России Владимира Путина с 15:15 до 16:00 выходил специальный выпуск, посвящённый данной теме.
- 15 мая 2018 года в день открытия Крымского моста с 15:25 до 16:05 выходил специальный выпуск, посвящённый данной теме.
- 14 июня 2018 года в день открытия российского Чемпионата мира по футболу выходили выпуски, посвящённые этой теме с 12:15 до 15:00 и с 15:25 до 17:00.
- 25 июня 2018 года в день игры на ЧМ по футболу между Россией и Уругваем выходили выпуски, посвящённые этой теме с 12:15 до 15:00 и с 15:25 до 16:40. Выпуски провела Екатерина Стриженова[55].
- 16 июля 2018 года с 18:50 до 20:00 шёл специальный выпуск, посвящённый встрече Владимира Путина и Дональда Трампа в Хельсинки.
- 16 октября 2018 года с 15:15 до 18:00 вышел спецвыпуск, посвящённый Массовому убийству в Керченском политехническом колледже.
- 17 октября 2018 года с 15:15 до 18:00 вышел спецвыпуск, в рамках которого в прямом эфире было показано выступление Путина на Валдайском форуме.
- 19 апреля 2019 года с 18:25 до 19:55 вышел специальный выпуск, посвящённый дебатам кандидатов в президенты Украины Владимира Зеленского и Петра Порошенко.
- 6 мая 2019 года с 17:00 до 18:00 в эфир вышел специальный выпуск, посвящённый трагедии в аэропорту Шереметьево.
- 3 октября 2019 года в рамках эфирного времени программы было показано выступление Путина на Валдайском форуме. В результате плановый выпуск в 17:00 продлился более 1 часа — до 18:15.
- 21 января 2020 года с 19:40 до 21:00 в эфир вышел специальный выпуск, посвящённый объявлению нового состава Правительства России.
- 10 марта 2020 года с 15:15 до 16:05 в эфир вышел специальный выпуск, посвящённый обсуждению депутатами Госдумы во втором чтении поправок к Конституции России. В его рамках в прямом эфире транслировалось выступление Президента России Владимира Путина перед депутатами ГД ФС России, касавшееся этого вопроса.
- С 18 марта по 19 мая 2020 года все выпуски были полностью посвящены ситуации вокруг распространения пандемии коронавируса в России и других странах мира, тема которой с разной периодичностью освещается с 22 января того же года. Кроме того, несколько раз программа выходила в эфир со специальными выпусками, включавшими в себя обращения президента России Владимира Путина, в которых говорилось о мерах противодействия распространению коронавируса и их последствиях для различных сфер жизни.
- Все специальные выпуски провёл Артём Шейнин, выпуски от 8, 28 апреля и 11 мая также вёл Анатолий Кузичев.
- 29 и 30 июня 2020 года с 17:00 до 18:00 в эфир выходили специальные выпуски, посвящённые общероссийскому голосованию по поправкам в Конституцию России. Оба выпуска провёл Артём Шейнин.
- 18 августа 2020 года с 17:00 до 18:00 в эфир вышел специальный выпуск, посвящённый политической ситуации после прошедших в августе 2020 года президентских выборов и последовавших акциях протеста и забастовках на предприятиях в Белоруссии. Выпуск провёл Артём Шейнин.
- 5 ноября 2020 года с 17:00 до 18:00 в эфир вышел специальный выпуск, посвящённый политической ситуации и подведению предварительных итогов после прошедших президентских выборов в ноябре 2020 года в США. Выпуск провёл Артём Шейнин.
- 16 июня 2021 года с 18:30 до 19:45 в эфир вышел специальный выпуск, посвящённый политической ситуации, подведению предварительных итогов прошедшего саммита и переговоров в Женеве президента РФ Владимира Путина и президента США Джо Байдена. Выпуск провёл Артём Шейнин.
- 19 сентября 2021 года в заключительный день выборов в Государственную Думу с 22:00 до 0:00 вышел специальный выпуск под названием «Выборы 2021: Итоги» в рамках, которого эксперты обсуждали первые итоги подсчёта голосов. Выпуск провели Артём Шейнин и Анатолий Кузичев. В 23:00 и 0:00 программа прерывалась на специальные выпуски «Новостей», которые провела Екатерина Березовская.
- 21 февраля 2022 года с 18:30 до 21:00 в эфир вышел специальный выпуск, посвящённый Большому заседанию Совета Безопасности России в рамках, которого обсуждалось решение о признании независимости ДНР и ЛНР. Ведущим был Артём Шейнин.
- 22 февраля 2022 года с 18:40 до 19:45 вышел специальный выпуск по той же теме и с тем же ведущим.
- С 24 февраля 2022 года в связи с началом вторжения России на Украину программа первое время стала выходить ежедневно (позднее перестала выходить сначала по воскресеньям, а затем и по субботам) в режиме специального выпуска с перерывами на специальные выпуски новостей (позднее их количество было сокращено, и помимо плановых остались только специальные выпуски в 13:00 и 14:00, которые были отменены только с 22 апреля 2024 года) и на специальные выпуски программ «Большая игра» и «Мужское / Женское»[56]. С 26 февраля 2022 года специальные выпуски выходят под названием «Информационный канал» в телепрограммах.

## Резонансные эпизоды
В телеэфире от 29 февраля 2016 года возникла ситуация, когда в прямом эфире двух российских центральных каналов в передачах «Время покажет» и «Место встречи» от НТВ (это был самый первый выпуск) выступал один и тот же состав экспертов, среди которых был депутат Госдумы Михаил Старшинов. На «Первом канале» он комментировал ДТП с участием известного актёра Валерия Николаева, а на НТВ — военную операцию в Сирии. В обеих программах парламентарий был одет в один и тот же костюм и тот же галстук и присутствовала плашка-уведомление о прямом эфире. Согласно реакции ведущего передачи «Время покажет» Петра Толстого и подсказке продюсеров, передача «Первого канала» действительно транслировалась в реальном прямом эфире, а передача НТВ — в записи с уральского часового пояса от 12:00 МСК — с присутствием уведомления о прямом эфире в правом верхнем углу телеэкрана. На 13-й минуте телеэфира «Время покажет» продюсер сообщил в наушник ведущего, что депутата Старшинова, сидящего в студии его передачи, параллельно показывают в «прямом эфире» другого канала — по подсчётам, в этот же момент на 25-й минуте передачи на НТВ он размышлял на тему Сирии.
31 октября 2016 года ведущий Артём Шейнин, пытаясь убедить украинского политолога Вячеслава Ковтуна, что обстрел Славянска украинскими солдатами является доказательством гражданской войны на Украине, а не российской агрессии, перешёл на украинский язык, что довело Ковтуна до сарказма: «Артём, а вы уже переориентировались?», на что Шейнин отреагировал с использованием ненормативной лексики: «Да, у меня бабушка, б***ь, украинка, и дальше что?».
4 июля 2017 года в эфире программы прозвучала информация, что за период с 2016 по 2017 год поддерживающая Евромайдан украинская группа «Океан Ельзи» дала 35 концертов в России, и таким образом пытались аргументировать точку зрения, что украинские певцы и коллективы регулярно выступают в России. На самом деле, по афише с официального сайта группы в России за период с 2013 по 2014 год планировалось провести около 35 выступлений; 25 из них (все за 2013) состоялись, а остальные 10 из этого числа (все за 2014) были отменены. Святослав Вакарчук же заявил, что в последний раз он приезжал в Россию с группой в декабре 2013 года. 5 июля ведущий Анатолий Кузичев в резкой форме извинился перед зрителями за допущенную ошибку.
12 октября 2017 года Артём Шейнин из-за не понравившейся ему реплики накинулся на журналиста Майкла Бома, схватив гостя за шею и угрожая применением силы. Сам американец «не обиделся» на Шейнина, ибо посчитал произошедшее «устроенным ради шоу». Эпизод с нападением был вырезан телеканалом из опубликованного эфира.
26 июня 2018 года Артём Шейнин произнёс нецензурное слово, комментируя итоги матча чемпионата мира по футболу между сборными России и Уругвая. По сообщению пресс-службы телеканала, за это на телеведущего будет наложено взыскание. В конце выпуска он извинился за это. Этот момент был вырезан из записи выпуска программы, размещённой на сайте «Первого канала».
14 декабря 2018 года Артём Шейнин назвал руководство отдела образования Абанского района Красноярского края дебилами, а губернатору края Александру Уссу посоветовал приехать в село Вознесенка и справить нужду на морозе, поскольку руководство отдела образования для отчётности поставило два биотуалета в коридоре школы в Вознесенке, но пользоваться ими запретило, по этой причине ученикам и преподавателям приходилось справлять нужду на улице, надеясь, что в 2019 году в школе сделают пристройку с тёплыми туалетами.
29 марта 2021 года ведущая программы Екатерина Стриженова упала в студии и сломала руку, позднее была госпитализирована. Данный инцидент вызвал большое количество саркастических комментариев в социальных сетях, поскольку ранее ведущая и её коллеги злорадствовали по поводу падения президента США Джо Байдена на трапе самолёта. Эпизод с падением Стриженовой был вырезан телеканалом из опубликованного эфира.
26 июля 2021 года ведущий Анатолий Кузичев надел женский рыжий парик с целью спародировать участницу летних Олимпийских игр в Токио, трансгендерную тяжелоатлетку из Новой Зеландии Лорел Хаббард. 5 августа после выхода материалов BBC и его Русской службы о возмущении МОК высказываниями российских журналистов Кузичев дал понять, что проблема притеснения ЛГБТ является хорошим поводом для шуток, извиняться ведущий не стал.
В выпуске от 8 ноября 2021 года украинский блогер и политолог Сергей Запорожский (Куценко), ранее сообщивший о планах порвать российский паспорт за 15 000 евро, заявил, что в 1941 году во время защиты Киева «Красная армия оттуда позорно драпала, а не защищала». В ответ на это Руслан Осташко назвал его «фашистской гнидой» и начал выталкивать из зала и требовал уйти, а позднее в студию вошёл сотрудник передачи и вывел его.

## Другие проекты

### Толстой. Воскресенье
С 12 октября по 14 декабря 2014 года на «Первом канале» по воскресеньям выходило ещё одно ток-шоу «Толстой. Воскресенье» с точно таким же форматом, как и «Время покажет». Причём съёмки этих шоу проходили в одной и той же студии, и вёл их один и тот же ведущий — Пётр Толстой. В рамках передачи обсуждались наиболее важные события недели. До 23 ноября передача выходила после программы «Воскресное время» в плавающем времени 22:30—23:00. С 30 ноября передача стала выходить перед «Воскресным временем» в 19:50—20:00.
С 7 октября 2018 по 30 июня 2019 года передача вновь вернулась в эфир и заменила собой передачу «Воскресное время», включив в себя её элементы, а также элементы программы «Время покажет». Программа выходила из новой студии. Ведущим по прежнему остался Пётр Толстой (на тот момент — вице-спикер Госдумы), некоторые выпуски вместе с ним также вёл ведущий «Время покажет» Артём Шейнин. Первый выпуск вышел в эфир в 18:00, затем передача выходила вместо программы «Время» в 21:00. Программа существенно проигрывала по рейтингам итоговым программам «Вести недели» (Россия-1) и «Итоги недели» (НТВ), поэтому по окончании сезона она была закрыта.

### Предвыборные дебаты
С 2016 года организацией предвыборных дебатов занимается команда программы «Время покажет», а ведёт их ведущий этой программы Анатолий Кузичев.
Перед выборами в Государственную Думу 2016 года дебаты транслировались с 29 августа по 16 сентября по будням с 19:00 до 19:50. В дебатах принимали участие по 4 представителя от партий-участниц.
Перед выборами Президента России 2018 года дебаты транслировались с 28 февраля по 14 марта с понедельника по четверг с 8:05 до 9:00. В дебатах участвовали одновременно все кандидаты или их представители, за исключением Владимира Путина (всего 7 человек). Телеканал подвергся критике, в том числе от кандидатов, за то, что дебаты проходили в записи и рано утром, а также за то, что участвовали одновременно почти все кандидаты, а не 2 человека, что предусматривает изначальная задумка дебатов. Также критике подвергся Анатолий Кузичев, в том числе за некорректные высказывания и оценочные суждения в адрес кандидата Ксении Собчак. За это ЦИК сделал ему устное замечание.
Перед выборами в Государственную Думу 2021 года дебаты транслировались с 24 августа по 16 сентября со вторника по пятницу с 7:05 до 8:00. В дебатах принимали участие по 2 представителя от партий-участниц. За один день выходило сразу 2 выпуска с разными участниками. Эти 2 части разделялись выпуском «Новостей» в 7:30. Дебаты проходили прямо в студии «Время покажет»: между двумя стойками был поставлен подиум со столом, за которым сидели кандидаты и ведущий. Телеканал вновь подвергся критике за ранний показ дебатов.
Перед выборами Президента России 2024 года вышло всего 4 выпуска дебатов. Они транслировались с 27 февраля по 7 марта по вторникам и четвергам с 7:50 до 9:00. В дебатах участвовали одновременно все кандидаты или их представители, за исключением Владимира Путина (всего 3 человека). Дебаты проходили прямо в студии «Время покажет», участники стояли за такими же стойками, как и в обычных выпусках передачи.

### Первая студия
Передача выходила с 23 января по 20 июля 2017 года. Ведущим передачи был Артём Шейнин. Формат передачи был похож на «Время покажет», единственным отличием было то, что эксперты не сидели в зрительном зале, а стояли за двумя стойками, расположенными друг напротив друга. Изначально передача выходила с понедельника по пятницу, но с 22 февраля эфир по пятницам был отменён. До 11 мая передача выходила с 18:25 до 19:45, при этом разделяя «Вечерние новости» на 2 части: с 18:00 до 18:25 и с 19:45 до 20:00. При этом в программах передач «Вечерние новости» вообще не указывались, вместо них с 18:00 до 20:00 указывался «Прямой информационный канал „Первая студия“». С 15 мая разделение «Вечерних новостей» на две части было отменено, а передача стала выходить с 18:40 до 19:50 с указанием такого же времени в программах передач. Зачастую, в случае каких-либо важных событий передача выходила ещё и до «Вечерних новостей»: с 16:50—17:00. В первую неделю трансляции (с 23 по 27 января) выход передачи изначально не планировался, в программе передач её не было. О премьере новой программы было объявлено всего за несколько часов до её начала.
Программа смогла продержаться в эфире лишь до конца телесезона 2016—2017 годов: причиной закрытия стали как падающие рейтинги ток-шоу, так и общее недовольство получившимся продуктом, заключавшееся в непопадании «Первой студии» в повестку дня и в необоснованном перекосе в сторону освещения событий на Украине. Сама программа, вместе с передачами «Контрольная закупка», «Модный приговор» и «Давай поженимся!» попала в список проектов, которые руководство канала планировало завершить в начале сезона 2017—2018 годов, но в конечном итоге «Первая студия» оказалась единственной программой, которую закрыли в этот период.
Специальные выпуски:
- 3 апреля 2017 года на 1 час 10 минут раньше срока началась программа «Первая студия», а закончилась она на 1 час 15 минут позже — в 21:00. Выпуск программы был посвящён взрывам в Петербургском метрополитене.
- 7 апреля 2017 года на 1 час 10 минут раньше срока началась программа «Первая студия», посвящённая авиаударам США.

## Награды
- Премия «ТЭФИ—2017» в номинации «Дневное ток-шоу» категории «Дневной эфир» (3 октября 2017 года)[87].

## Критика
Программа вызвала критические отзывы со стороны некоторых телевизионных обозревателей. В частности, критик Анри Вартанов отметил, что «авторы то откровенно „тянут резину“ и ходят по кругу, то, напротив, скороговоркой называют тему, не успев толком обозначить её истинные параметры».
Критиковалась и манера поведения ведущего Петра Толстого: отмечалось, что ведущий никогда не был готов к обсуждению неудобных точек зрения и их спокойному восприятию, часто превращался в рядового участника яростного спора, проходящего в студии. Аналогичные претензии высказывались и к манере поведения его преемников — Артёма Шейнина и Анатолия Кузичева.
Создатели программы уличались в использовании интернет-ботов для имитации интереса к программе и накрутке подписчиков аккаунта программы в Твиттере. Большая часть сообщений была написана аккаунтами с минимальным числом подписок и твитов, созданными незадолго до эфиров, а их сообщения посвящались только шоу. Для создания разнообразия, в эфир, кроме провластных высказываний, выводили лестные оценки ведущих и критику надоевших экспертов.
По мнению правительства Польши, ток-шоу распространяет ложь и пропагандирует шовинизм и ненависть к западным обществам. и её содержание ориентировано на формирование положительного имиджа Владимира Путина и его политики, в том числе политики в отношении Украины.
4 июля 2017 года в эфире программы «Время покажет» прозвучала информация, что за период с 2016 по 2017 год поддерживающая Евромайдан украинская группа «Океан Ельзи» дала 35 концертов в России, и таким образом пытались аргументировать точку зрения, что украинские певцы и коллективы регулярно выступают в РФ. На самом деле, как выяснил телеканал «Дождь», по афише с официального сайта группы в России за период с 2013 по 2014 год планировалось провести 35 выступлений. 25 из них (все за 2013) состоялись, а остальные 10 из этого числа (все за 2014) были отменены. Святослав Вакарчук же заявил, что в последний раз он приезжал в Россию с группой в декабре 2013 года. 5 июля Анатолий Кузичев в резкой форме извинился перед зрителями за допущенную ошибку и сказал, что с 2014 года концертов «Океана» в России действительно не было.